# ショットキー接合
ショットキー接合（ショットキーせつごう、英: Schottky barrier junction）は、整流作用を示す金属-半導体接合のことである。名称は発見者のヴァルター・ショットキーによる。
同様に整流作用を示すPN接合と比較すると、PN接合では電流の輸送が主に少数キャリアで行われるのに対し、ショットキー接合では、多数キャリアで行われるため、高速動作に優れるという利点がある。
PN接合に対してMS接合と呼ぶこともある。

## 概要
- 半導体と金属を接合させたとき、半導体部分に、金属の仕事関数と半導体の持つ電子親和力（フェルミエネルギー）の差が、障壁として現れる場合がある。これをショットキー障壁と呼ぶ。
- 障壁の大きさは金属の種類によって異なり、また、半導体の種類や不純物の型、濃度によっても異なる。材料の種類や格子の状態により、ショットキー障壁ではなく、単なる通常の金属的な抵抗を持つ導通状態（オーミック接合。オームの法則的、の意）となる場合もある。
- ショットキー障壁が現れている場合、半導体部分における電位は、金属との接合部から離れるに従い次第に減少し、ある点で熱平衡状態の電位と等しくなる。金属との接合部からこの点までの間が空乏層となり、また、その電位差が順電圧となる。

## 応用
- 現代
  - ダイオード: ショットキーバリアダイオード
  - トランジスタ: MESFET、ショットキートランジスタ
- 過去
  - 鉱石検波器・セレン整流器

（ショットキー接合を利用した半導体デバイスは、半導体工学の発展によりPN接合が実用化されるよりも古くから、経験的に発見され実用化されていた）